# Délka

Délka území jihoamerického Chile od severu k jihu dosahuje 4329 kilometrů, zatímco jeho šířka od západu k východu je v průměru 144 kilometrů.

Délka je jedna ze základních fyzikálních veličin. Pomocí délky se vyjadřuje vzájemná poloha a rozprostraněnost objektů v prostoru. Délka jako fyzikální veličina vychází z geometrického pojmu délky jako míry ohraničené části křivky. Závisí však také na fyzikálním chápání prostoru a jeho relativnosti.
V běžném nefyzikálním použití se délkou charakterizuje velikost nejdelšího rozměru určitého tělesa či abstraktního objektu, tedy přímou vzdálenost dvou jeho krajních bodů. Ostatní délkové charakteristiky mají speciální názvy.

## Délka v běžném použití
U jednorozměrných objektů (např. úsečka, spojnice bodů; strana, úhlopříčka, těžnice nebo jiná významná úsečka plošného útvaru; hrana, tělesová úhlopříčka, těžnice nebo jiná významná úsečka tělesa apod.) je délka jeho jediným rozměrem. U vícerozměrných objektů (dvourozměrných ploch a trojrozměrných těles) je jako délka označován zpravidla větší resp. největší rozměr.
V praxi se pak uplatňuje rozlišení rozměrů těles na
- šířku,
- tloušťku,
- výšku
- hloubku

podle různých kritérií:
- poměrů rozměrů,
- orientace stran tělesa vůči pozorovateli a
- orientace stran tělesa vůči zemi.

O "délce" nehovoříme v případě shody všech kolmých rozměrů objektu (např. čtverec, kruh, krychle nebo koule) nebo u tělesa s nepříliš větším třetím rozměrem ("výškou") , než dva shodné.

## Délka v geometrii
Délkou úsečky je vzdálenost jejich koncových bodů. Délku křivky lze určit jako limitu délek lomených čar složených z {\displaystyle n} úseků s koncovými body na měřené křivce, když {\displaystyle n\to \infty } a délka každé úsečky lomené čáry se blíží nule.
Vzdáleností se nazývá délka nejkratší spojnice dvou objektů, např. mezi dvěma body, mezi bodem a přímkou, dvěma rovnoběžnými přímkami apod.
Délku obvykle vztahujeme k charakteristickým bodům či hranicím určitého plošného útvaru nebo tělesa, např. délka úsečky, délka strany krychle apod.

## Délka jako fyzikální veličina
Délku jako fyzikální veličinu lze v nejobecnějším smyslu chápat nejen jako skalární veličinu, ale v některých významech, kdy charakterizuje přímou orientovanou vzdálenost, jí lze přiřadit vektorový charakter. Pak má zpravidla i speciální název (polohový vektor). Na rozdíl od geometrického, absolutního pojetí délky, zohledňuje fyzikální chápání délky její relativnost a kvantová omezení.

### Jednotky a značení
- Značka: normy a učebnice doporučují různá označení přesněji charakterizující „druh“ délky, např. l, d, x (v kvantové mechanice), a, b, c,… (délky úseček/hran těles); viz též oddíl Příbuzné veličiny níže

- Základní jednotka v SI: metr, značka m

- Další jednotky
  - dekadické násobky a díly: kilometr (km), decimetr (dm), centimetr (cm), milimetr (mm), mikrometr (μm), ångström (1 Å = 10−10 m)
  - přirozené jednotky délky: Planckova délka, atomová jednotka délky a0 (= Bohrův poloměr)
  - jednotky v astronomii: astronomická jednotka (AU, UA, au), světelný rok (ly), parsec (pc)
  - anglo-americké jednotky: palec, stopa, yard, míle, námořní míle
  - starší, dnes nepoužívané jednotky: sáh, loket, versta, bara, decimo …

### Měření délky
Měřicí nástroje a přístroje délky jsou
- Pevné: pravítko, pevný metr (např. tyčový)
- Skladné: skládací, svinovací (často mnohem delší, než 1 m): samosvinovací, krejčovský metr, pásmo,
- Měřidlo s měrným kotoučem,
- pro malé rozměry: posuvné měřítko (šuplera), mikrometr
- Laserové měřidlo

Přesnost měření velmi malých délek je limitována neurčitostmi danými kvantovou fyzikou. Těmto limitům se blíží moderní metody spektrální interferometrie. V roce 2025 se podařilo korejskému výzkumnému týmu sestrojit přístroj umožňující absolutní určení délky s přesností 0,34 nanometrů.

### Příbuzné veličiny
Stejný charakter jako délka má mnoho fyzikálních veličin (v závorce doporučené značky):
- jiné názvy charakteristických rozměrů útvarů a těles: šířka, tloušťka, výška (obvykle a, b, c pro rozměry těles tvaru hranolu, v pro svislý rozměr, d pro tloušťku vrstvy) , poloměr (r), průměr (d)
- charakteristiky umístění v prostoru: výška (v, h), hloubku (h), polohový vektor (r, R), souřadnice (x, y, z / x1, x2, x3 / h1, h2, h3)
- délka dráhy (trajektorie) pohybu (s)
- délkové charakteristiky vlnění: vlnová délka (λ), Comptonova vlnová délka (λC) …
- délkové charakteristiky dosahu pole/vlnění/záření/tepla: hloubka průniku (d, λ), délka zeslabení (λ), polotloušťka (d½)…
- délkové charakteristiky optických soustav: ohnisková vzdálenost (f), optický interval soustavy (Δ), …
- délkové charakteristiky atomu/částic: Bohrův poloměr (a0), klasický poloměr elektronu (re), …

a mnoho dalších.

### Relativnost délky
Současná fyzika nechápe délku jako veličinu absolutní, tedy v čistě geometrickém smyslu, ale jako veličinu závislou na pohybovém stavu vzhledem k soustavě pozorovatele a na gravitačním poli. Již speciální teorie relativity vysvětluje tzv. kontrakci délky či jev zvaný aberace, obecná teorie relativity pak přidává závislost na zrychlení a gravitaci a vysvětluje např. tzv. gravitační rudý posuv elektromagnetického vlnění.

### Délka v kvantové fyzice
V klasickém případě lze délku vyjádřit změnou polohového vektoru. V kvantové mechanice je obdobou vektor polohy (obvykle značený x či X) resp. jeho tři složky (souřadnice) v daném vztažném systému. Souřadnice jsou vzájemně kompatibilní pozorovatelné, tedy lze u kvantových systémů principiálně změřit všechny tři. Naopak nelze určit danou složku polohy částice s odpovídající složkou její hybnosti – tyto dvě veličiny jsou nekompatibilní a jejich určitelnost podléhá Heisenbergovu principu neurčitosti.

## Přenesený význam
Slovo se používá i v přeneseném významu pro
- časové údaje, např. délka dne, střední délka života;
- pro počty základních informačních jednotek, zejména počet znaků v textu, např. délka slov v češtině, nebo počet bajtů, např. délka klíče;
- speciální význam má zeměpisná délka, vyjadřující úhel, který svírá spojnice středu Země a daného místa s rovinou Nultého poledníku.